# Hannelore Cremer
Hannelore Cremer (geboren am 26. Mai 1930 in Düsseldorf; verstorben am 8. April 2024 in München) war eine deutsche Schauspielerin.

## Leben
Sie erhielt ihre Ausbildung nach dem Schulabschluss an der Schauspielschule der Hochschule für Musik und Darstellende Kunst Stuttgart bei Lilly Ackermann. Nach der Abschlussprüfung folgten Engagements in Ulm, Augsburg und Gelsenkirchen.
In den 1950ern war sie Werbefigur für Dr. Oetker als „Frau Renate“ in Kino- und Radiospots.
Am Raimund-Theater in Wien wirkte sie 1960 in Katharina Knie neben Hans Albers und in Eine Frau, die weiß, was sie will von Oscar Straus neben Zarah Leander mit. Am Burgtheater verkörperte sie Dortchen Lakenreisser in Heinrich IV. unter der Regie von Leopold Lindtberg.
Sie kehrte dann nach Deutschland zurück und übernahm Rollen in Spielfilmen. Nach einigen Tourneen gelangte sie an die Komödie in Berlin unter Wolfgang Spier, wo sie in zahlreichen Boulevardstücken vertreten war. Außerdem trat sie als Komödiendarstellerin in München, Hamburg, Frankfurt am Main, Düsseldorf, Köln, Bonn und Stuttgart auf.
Cremer wirkte in verschiedenen Fernsehproduktionen mit, darunter 1998 bis 2000 als Mutter der Hauptdarstellerin Uschi Glas in der Serie Sylvia – Eine Klasse für sich. Sie lebte zuletzt in München.

## Filmografie
- 1957: Heute blau und morgen blau
- 1961: Der Orgelbauer von St. Marien
- 1961: Das Mädchen auf der Titelseite
- 1962: Auf Wiedersehn am blauen Meer
- 1964: Der Strohhalm
- 1967: Die Rache (Serie Von Null Uhr Eins bis Mitternacht – Der abenteuerliche Urlaub des Mark Lissen)
- 1969: Ellenbogenspiele
- 1970: Wer weint denn schon im Freudenhaus
- 1971: Birdie
- 1975: Der Komödienstadel – Der Bauerndiplomat
- 1980: Musik auf dem Lande
- 1981: Fuchsjagd (Serie Ein Fall für zwei)
- 1982: Ich hör’ so gern die Amseln singen
- 1984: Schreib, wenn Du kannst!
- 1985: Der Fehler des Piloten
- 1986: Die Montagsfamilie (Serie)
- 1986: Ich heirate eine Familie (Fernsehserie)
- 1986: Geschichten aus der Heimat (Fernsehserie) Episode: Der Gebrauchtwagen
- 1986: Tödliche Blende (Serie Tatort)
- 1987: Wertloses Alibi (Serie Ein Fall für zwei)
- 1987: Flohr und die Traumfrau
- 1990: So ein Schlawiner
- 1992: Der Unschuldsengel
- 1992: Schweigen ist Geld (Serie Ein Fall für zwei)
- 1997: Mörderisches Spiel (Serie Der Alte)
- 1998: Helden (Serie Aus heiterem Himmel)
- 1998–2000: Sylvia – Eine Klasse für sich (Serie)